# Helmut Träries
Helmut Träries (* 10. Oktober 1955) ist ein ehemaliger deutscher Fußballspieler. Der Torwart lief für die SG Union Solingen und BV 08 Lüttringhausen in der 2. Bundesliga auf, zudem stand er im Laufe seiner aktiven Karriere beim Freiburger FC, Wuppertaler SV und Rot-Weiß Oberhausen in der jeweils höchsten Amateurspielklasse zwischen den Pfosten.

## Sportlicher Werdegang
Träries rückte nach dem Abstieg des Freiburger FC aus der zweitklassigen Regionalliga Süd 1974 aus den eigenen Reihen in die Wettkampfmannschaft auf, die fortan in der Amateurliga Südbaden antreten musste. Unter Trainer Gyula Lóránt setzte er sich dabei nach dem Abschied des bisherigen Stammtorhüters Karl Armbrust im vereinsinternen Duell mit Jürgen Klaus um den Platz zwischen den Pfosten durch. Nachdem der Klub bis Dezember 1974 nur im mittleren Tabellenbereich platziert war, übernahm Wolf-Dieter  Siebert den Trainerposten und in der Folge rückte Klaus über weite Strecken ins Tor. Zur folgenden Spielzeit kehrte Armbrust zurück und wurde wieder Stammspieler, in der durch einen spannenden Schlussendspurt geprägten Spielzeit 1975/76 – vor dem vorletzten Spieltag lag der FFC bei mit sechs respektive drei Toren schlechter Tordifferenz zwei Punkte hinter dem punktgleichen Duo SC Baden-Baden und FC Villingen und musste gegen beide Mannschaften in den ausbleibenden Spielen noch antreten. Nach einem 3:0-Erfolg über den FC Villingen und einem parallelen 9:1-Auswärtserfolg der Baden-Badenern beim bereits abgestiegenen Tabellenschlusslicht 1. FC Rheinfelden reichte ein abschließender 2:1-Sieg beim SC Baden-Baden (Charly Schulz und Dieter Steinwarz trafen für die Freiburger, Werner Bartenbach für die Baden-Badener) nur zum dritten Tabellenplatz für die Freiburger, da der FC Villingen den Vorjahresmeister und Tabellenvierten Offenburger FV mit einem 8:0-Erfolg deklassierte und somit an beiden Mannschaften im Endklassement vorbeizog – kam Traries nur zu einem Spieleinsatz.
Träries verließ im Sommer 1976 den Breisgau und schloss sich gemeinsam mit dem Freiburger Mannschaftskameraden Harald Wiesler dem Zweitligisten SG Union Solingen an. Dort lieferte er sich mit Meinolf Schulte ein Duell um den Platz zwischen den Pfosten und kam in der Spielzeit 1976/77 zu 17 Ligaspielen. In der folgenden Spielzeit holte der Klub mit Helmut Pabst einen neuen Torhüter, der beim SC Fortuna Köln aussortiert worden war. Hinter diesem ordnete er sich als Ersatzmann ein und bestritt in den folgenden Spielzeiten nochmals insgesamt acht Meisterschaftsspiele, in der Spielzeit 1979/80 blieb er gänzlich ohne Spielzeit. Anschließend wechselte er zum Wuppertaler SV, der in die Oberliga Nordrhein abgestiegen war. Mit dem Klub belegte er in der Spielzeit 1980/81 den dritten Platz, anschließend zog er innerhalb der Spielklasse zum Zweitliga-Absteiger Rot-Weiß Oberhausen weiter. Hier blieb er nach dem verpassten Wiederaufstieg ebenfalls nur eine Spielzeit und wechselte zum Oberliga-Meister BV 08 Lüttringhausen, der in die 2. Bundesliga aufgestiegen war. Hinter Kurt Balewski und Karl Rohr, die in allen Saisonspielen in der Startformation standen, gehörte er mit 37 Saisonspielen zu dem meisteingesetzten Spielern in der Spielzeit 1982/83. Im Verlauf der folgenden Spielzeit verdrängte ihn zeitweise André Stocki als Torhüter, im Endspurt im Kampf um den Klassenerhalt rückte er jedoch ins Tor zurück. Nach dem Abstieg in die Oberliga Nordrhein nach zwei Spielzeiten setzte der Klub auf den jungen Stocki als Stammtorhüter, daraufhin verabschiedete sich Träries vom Klub. Später spielte er noch für den TuS Lörrach-Stetten in der viertklassigen Verbandsliga Südbaden.